# 고촌역 (부산)
고촌역(Gochon station, 古村驛)은 대한민국 부산광역시 기장군 철마면에 있는 부산 도시철도 4호선의 역이다.

## 명칭 문제
이 역명은 철마면 고촌리에서 유래되었다. 하지만 고촌역이 해운대구 반송동과 기장군 철마면 고촌리의 경계에 있어서 역에서 고촌마을까지 거리가 많이 멀어져 있기 때문에 고촌마을이나 고촌주택단지로 가는 이용객은 안평역에서 내려 가는 것이 더욱 가깝다. 고촌역에서 고촌마을까지 도보로 약 30분 정도 소요된다.

## 역사
- 2011년 3월 30일 : 부산 도시철도 4호선 개통과 함께 영업 개시

## 역 구조
승강장은 1면 2선의 섬식 승강장을 갖추고 있으며, 스크린도어가 설치되어 있다.

### 승강장
| 윗반송 ↑ |
| 하상 \|  |
| ↓ 안평   |

| 상행 | ● 부산 도시철도 4호선 | 반여농산물시장 · 충렬사 · 동래 · 미남 방면 |
| 하행 | ● 부산 도시철도 4호선 | 안평 방면                                  |

- 승강장에서 반대 방면 열차로 갈아 탈 수 있다.

## 역 주변
- 실로암공원묘원
- 대진여객
- 운봉종합사회복지관

## 사진

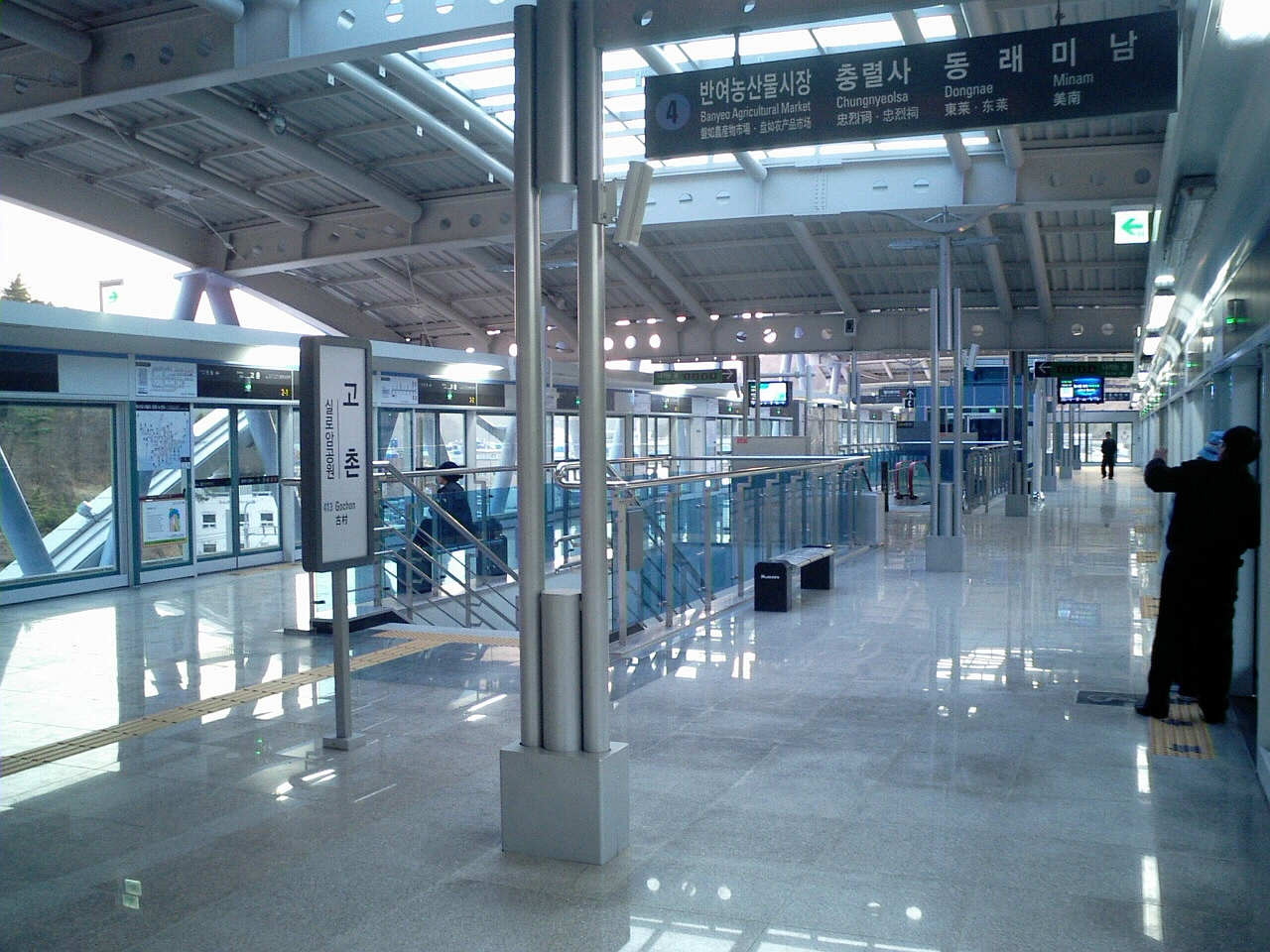
승강장 측면

## 승차량 변동
| 노선  | 승차 인원 | 승차 인원 | 승차 인원 | 승차 인원 | 승차 인원 | 승차 인원 | 주 석 |
| 노선  | 2011년    | 2012년    | 2013년    | 2014년    | 2015년    | 2016년    | 주 석 |
| ----- | --------- | --------- | --------- | --------- | --------- | --------- | ----- |
| 4호선 | 722       | 770       | 794       | 781       | 785       | ?         | [ 1 ] |

## 인접한 역
| 부산 도시철도 4호선  | 부산 도시철도 4호선   | 부산 도시철도 4호선 |
| -------------------- | --------------------- | ------------------- |
| 412 윗반송 미남 방면 | ● 부산 도시철도 4호선 | 414 안평 방면       |